# Dendryphantes praeposterus
Dendryphantes praeposterus là một loài nhện trong họ Salticidae.
Loài này thuộc chi Dendryphantes. Dendryphantes praeposterus được J. Denis miêu tả năm 1958.